# ろう石
ろう石（ろうせき、蝋石、蠟石）は、蝋（ろう）のような質感（ろう感）や光沢をもつ緻密な軟質岩の総称。石英や長石を主成分とする火山灰や火山岩が酸性の熱水液による熱水作用を受けて生成したと考えられている。
中国では五代の時代に凍石に対して与えられた名だった。日本では江戸末期に葉ろう石（パイロフィライト）が発見された後に明治時代に印材や石筆に用いられ「ろう石」と呼ばれるようになった。

## 構成鉱物

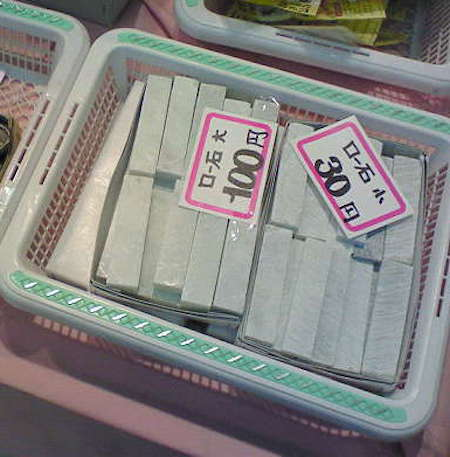
販売しているロー石

ろう石は構成鉱物によりパイロフィライト質ろう石、カオリン質ろう石、絹雲母ろう石の3種類に分けられる。
パイロフィライト質ろう石
葉ろう石（パイロフィライト）が多く、石英、ダイアスポア、コランダム、紅柱石、ベーマイトなどを含む。米国のノースカロライナ州、日本の岡山県備前市三石、広島県庄原市勝光山などが産地である。
カオリン質ろう石
カオリナイト（カオリン）またはデッカイトを主成分とする。
絹雲母ろう石
微細な絹雲母（セリサイト）と石英を主成分とする。

## ろう石の用途

### 耐火レンガ
ろう石は耐火レンガとして使用され、製鉄所で使用されたほか、ガラス工場、陶磁器工場、セメント工場、瓦工場、ごみ焼却炉などにも使用されている。

### 印材
中国は印材や彫刻などの工芸品の素材とされ、特に青田石、寿山石、昌化石、広東緑石が有名である。

### 石筆

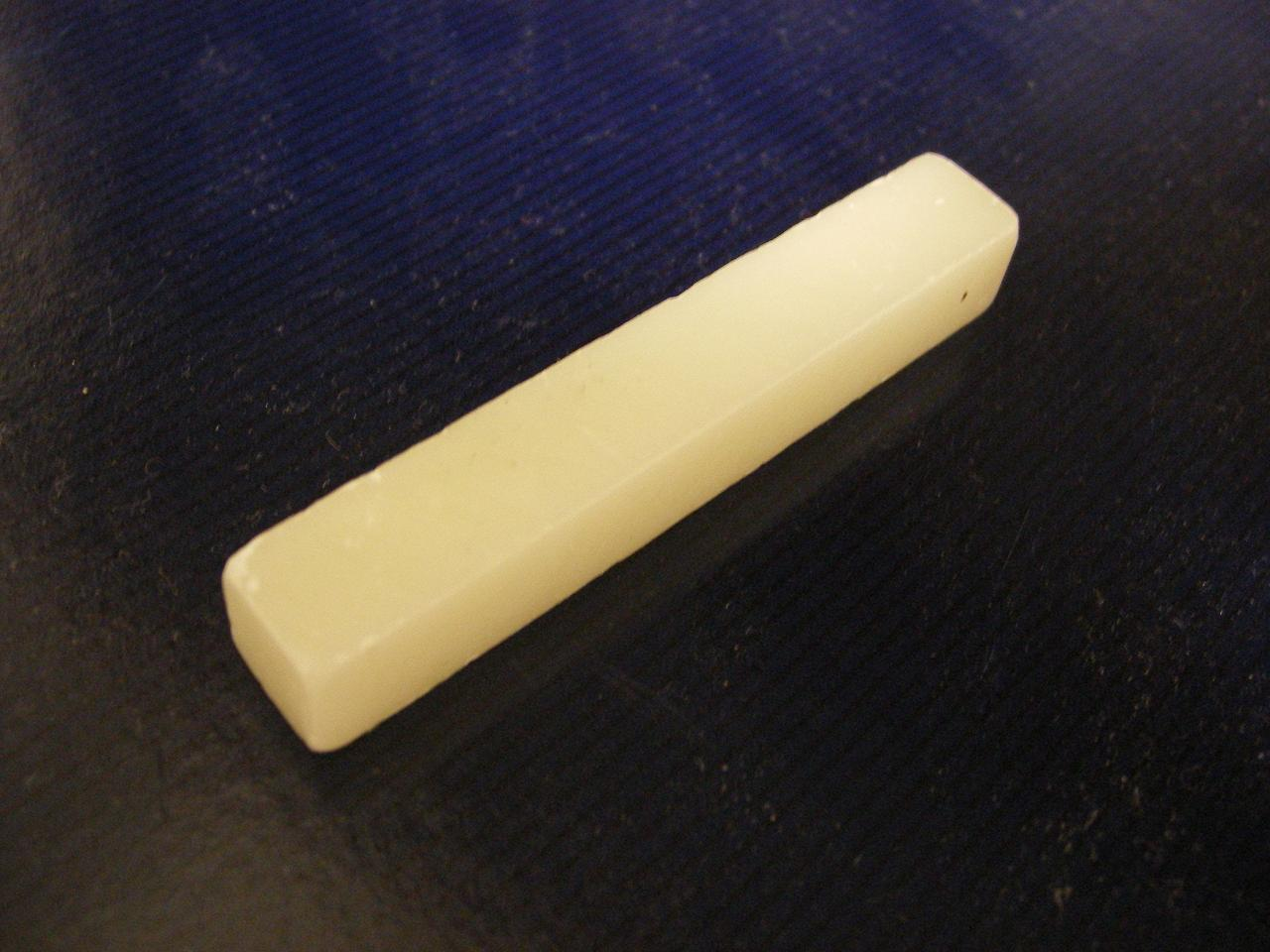
筆記用のろう石

石筆として滑石とともに、建設現場や鉄工所・造船所など、工事用のマーキングなどにも用いられる。なお、石筆として用いられるものにはタルク成分（滑石の成分）を不純物として含むものがある。
日本では明治時代に学校教育が始まると、石盤（木枠の付いた粘板岩の板）とともに、石筆（ろう石や滑石を鉛筆状に削ったもの）が広く使われるようになり、駄菓子屋などでも販売された。また当時、チョークと同様に舗装路に絵を描き遊ぶ子供も多く見られた。製造会社は以下の通り。
- 増田滑石工業所[4]（ハンマー印石筆）
- 大阪石筆（OSK 石筆）
- 永大鉱業[5]（ダイヤモンド印石筆）
- 日本白墨工業（天神石筆）
- ナニワ理化学工業（千成石筆）

### その他の用途
ガラス繊維の原料としての使用量が多く、鉄道車両や自動車、船舶、断熱材などの建材に利用されている。また、パイロフィライト質ろう石の粉材は医薬や農薬、カオリン質ろう石の粉材も薬品に用いられる。
日本では、勾玉の材料としても用いられている。